# Nissan Livina Geniss

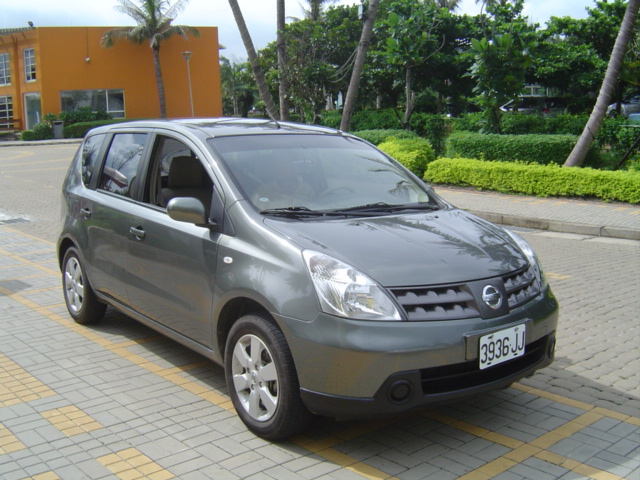
Nissan Livina

Nissan Livina Geniss (骏逸 [Jun Yi] trong tiếng Trung) là một chiếc compact MPV (xe đa dụng cỡ nhỏ), được giới thiệu ngày 6 tháng 7 năm 2006 bởi Nissan Motors và chi nhánh của họ tại Trung Quốc, Dongfeng Nissan Passenger Vehicle Company tại Triển lãm Ô tô Quốc tế Quảng Châu và được dự định đưa ra bán vào tháng 12 năm 2006. Phiên bản 5 chỗ đầu tiên được gọi là Nissan Livina trong khi phiên bản 7 chỗ được gọi là Nissan Geniss.
Xe sử dụng động cơ Nissan MR18DE, theo Nissan, sẽ là dòng đầu tiên của loại phương tiện toàn cầu của hãng, và là xe đầu tiên của Nissan ra mắt tại Trung Quốc trước khi được phát hành tại các quốc gia khác.
Thân cơ sở của loại 5 chỗ ngắn hơn phiên bản 7 chỗ. Nó sử dụng động cơ 1.6 Lít (1.5 Lít tại Indonesia) và 1.8 Lít tương tự như Nissan Latio.
Chiếc xe được đưa ra giới thiệu tại Indonesia năm 2007 với chỉ phiên bản 7 chỗ được gọi là Nissan Grand Livina, phiên bản 5 chỗ sau đó được gọi là Nissan Livina XR. Một năm sau vào tháng 12 năm 2007 nó được ra mắt tại Malaysia với chỉ phiên bản 7 chỗ và các động cơ 1.6L và 1.8L.
Nissan Grand Livina được giới thiệu tại thị trường Philippine tháng 7 năm 2008. Với cấu hình tiêu chuẩn là xe 7 chỗ. Nó được trang bị hoặc hộp số tay 6 cấp hoặc số tự động 4 cấp.
Năm 2008, một phiên bản Nissan Livina crossover sửa đổi được gọi là Nissan Livina X-Gear được giới thiệu tại Indonesia.
Năm 2009, Livina, Grand Livina và Livina X-Gear bắt đầu được chế tạo tại São José dos Pinhais, Paraná, ở Brazil, bởi Nissan. Phiên bản cơ bản của X-Gear sử dụng động cơ 1.6L do Renault cung cấp. Cả hai phiên bản và Grand Livina cũng sử dụng động cơ 1.8L của Nissan. Tất cả các mẫu đều động cơ đa nhiên liệu.

## Đánh giá và giải thưởng
Các nhà báo về xe hơi thường ca tụng những đặc điểm của Livina như tính năng hoạt động, khả năng xử lý và phanh. Những chỉ trích thường về hệ thống treo, ca bin đơn giản và hiệu quả nhiên liệu.
- Xe của năm Auto Bild Indonesia Magazine Award 2007
- MPV hạng trung tốt nhất Top Gear Magazine Choice Award (TGCA) 2008
- MPV hạng nhỏ tốt nhất Auto Bild Magazine Award 2008
- Best Small MPV Monocoque Mobil Motor Magazine Xe của năm của Indonesia (ICOTY) 2008
- Model của Năm Frost & Sullivan Automotive Awards 2008
- Hiệu năng nhiên liệu tốt nhất Mobil Motor Magazine Xe của năm Indonesia (ICOTY) 2009
- MPV giá xứng đáng nhất tại Malaysia
- Giải thưởng của độc giả Autocar Magazine
- Giá trị cao nhất Indonesia International Motor Show 2007
- MPV hạng nhỏ tốt nhất Mobil Motor Magazine Xe của năm của Indonesia (ICOTY) 2007
- Compact MPV tốt nhất Mobil Motor Magazine Xe của năm của Indonesia (ICOTY) 2007
- Compact MPV tốt nhất Auto Bild Magazine Award 2007
- Tiêu thụ nhiên liệu tốt nhất Auto Bild Indonesia Magazine Award 2007
- Giải thưởng của độc giả Auto Bild Indonesia Magazine 2007
- MPV/Station Wagon tốt nhất tại Nam Phi
- MPV đẹp nhất thế giới Automobile Award